# سوپر لیگ والیبال مردان برزیل
سوپر لیگ والیبال مردان برزیل (پرتغالی: Superliga Brasileira de Voleibol) بالاترین سطح مسابقات والیبال حرفه‌ای باشگاهی برزیل است که توسط کنفدراسیون والیبال برزیل برگزار می‌شود.